# Машоновский сельский округ
Машоновский сельский округ — упразднённая административно-территориальная единица, существовавшая на территории Зарайского района Московской области в 1994—2006 годах.
Машоновский сельсовет был образован в первые годы советской власти. До 1929 года он входил в состав Зарайской волости Зарайского уезда Рязанской губернии.
В 1929 году Машоновский с/с был отнесён к Зарайскому району Коломенского округа Московской области.
17 июля 1939 года к Машоновскому с/с были присоединены Овечкинский с/с (селения Маркино и Овечкино) и селение Радушино Протекинского с/с.
14 июня 1954 года к Машоновскому с/с был присоединён Протекинский с/с.
1 февраля 1963 года Зарайский район был упразднён и Машоновский с/с вошёл в Коломенский сельский район. 11 января 1965 года Машоновский с/с был передан в восстановленный Зарайский район.
20 декабря 1966 года из Машоновского с/с в восстановленный Протекинский с/с были переданы селения Протекино, Радушино, Ратькино и Секирино.
6 марта 1975 года в Машоновском с/с были упразднены селения Ипподром и Козьи Выселки, а 25 октября 1984 года — селение Колбасино.
3 февраля 1994 года Машоновский с/с был преобразован в Машоновский сельский округ.
В ходе муниципальной реформы 2004—2005 годов Машоновский сельский округ прекратил своё существование как муниципальная единица. При этом все его населённые пункты были переданы в сельское поселение Машоновское.
29 ноября 2006 года Машоновский сельский округ исключён из учётных данных административно-территориальных и территориальных единиц Московской области.